# یونی‌فرست
یونی‌فرست (انگلیسی: UniFirst) شرکت خدمات مدیریت‌شده آمریکایی است، که در سال ۱۹۳۶ تأسیس شد.